# American Wrestling Association
American Wrestling Association (AWA) — американский рестлинг-промоушн, базировавшийся в Миннеаполисе, Миннесота, который просуществовал с 1960 по 1991 год. Её владельцами и основателями были Верн Ганье и Уолли Карбо. Изначально компания входила в National Wrestling Alliance (NWA), но в 1960 году стала независимой.

## История

### Ранние годы
Антон Штехер был одним из основателей National Wrestling Alliance в 1948 году и с 1933 года занимался проведением рестлинга в Миннеаполисе через свой клуб бокса и борьбы в Миннеаполисе. В 1952 году он продал третью часть акций промоушена своему сыну Деннису и Уолли Карбо. Стечер умер 9 октября 1954 года, и контроль над промоушеном перешел к Карбо и Деннису. Верн Ганье, чемпион по любительской борьбе, в 1950-х годах стал известным и популярным рестлером на национальном уровне благодаря своим выступлениям на канале DuMont Network. Он стремился стать чемпионом мира NWA, но политические настроения в NWA помешали этому. В 1959 году Деннис продал свою контрольную долю в клубе бокса и борьбы Миннеаполиса Карбо и Ганье. После этого они стали совладельцами промоушена.

### Отделение от NWA

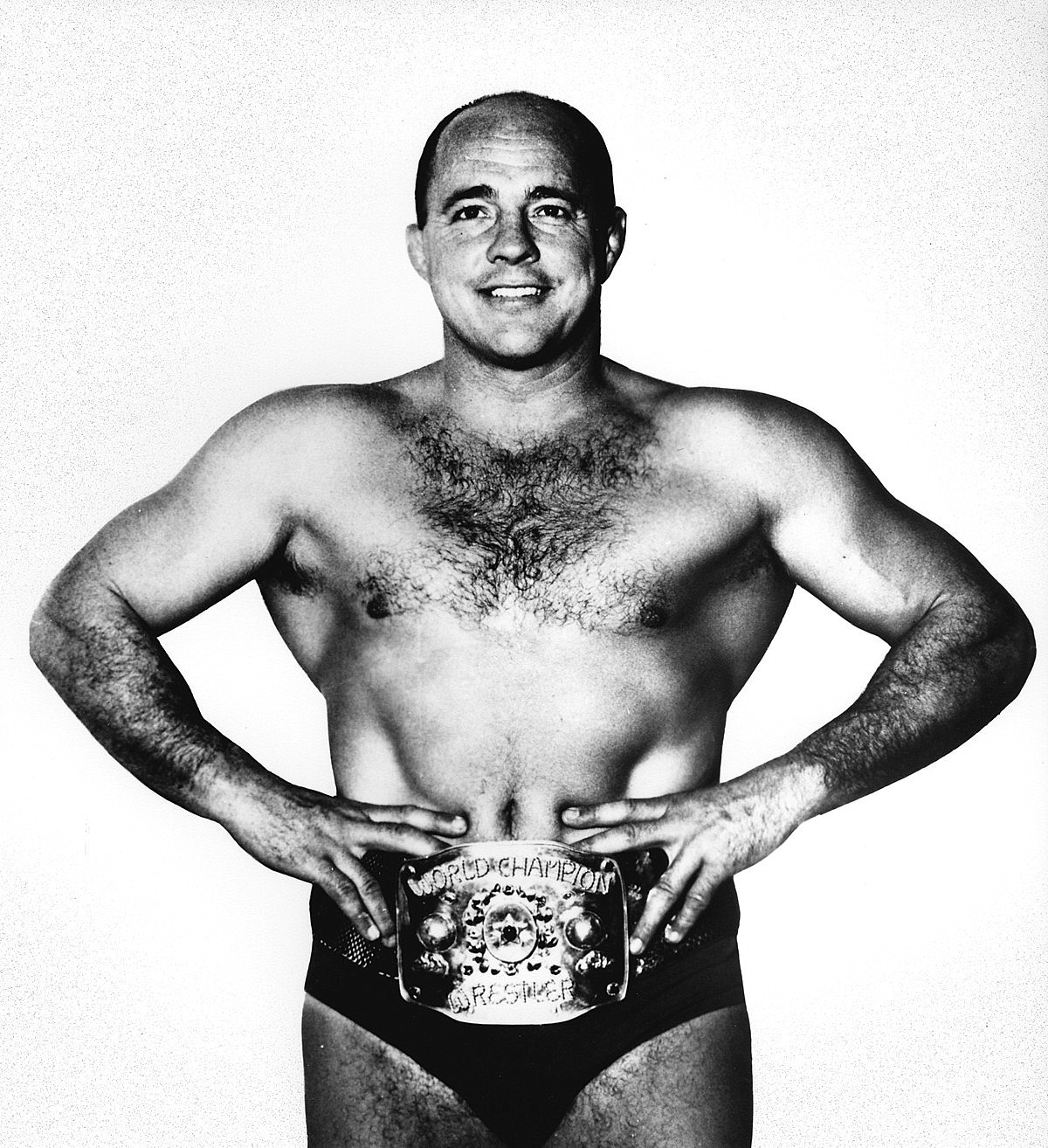
Верн Ганье в 1964 году.

В 1960 году, после безуспешного лоббирования в NWA титульного матча между Ганье и чемпионом мира NWA Пэтом О’Коннором, Верн Ганье и Карбо вывели некоторые промоушены из NWA, образовав American Wrestling Association. AWA в одностороннем порядке признала чемпиона мира NWA Пэта О’Коннора чемпионом мира AWA и дала ему 90 дней на защиту титула AWA против Ганье. NWA проигнорировала вызов. О’Коннор был лишен титула AWA, и 16 августа 1960 года он был вручен Ганье. Хотя О’Коннор считался первым чемпионом AWA, он не выступал в AWA до конца 1960-х годов (когда он в команде с Уилбуром Снайдером выиграл чемпионат мира AWA среди команд).
Ганье был чемпионом по любительской борьбе, заслужившим место в команде США на летних Олимпийских играх 1948 года; он руководил AWA с чувством, твердо веря, что основой рестлинг-компании должна быть техничная борьба. Начиная с 1970-х годов, Ганье тренировал своих новичков на своей ферме в Шанхассене, Миннесота.

### Расширение территории
При Ганье и Карбо AWA стала одной из самых успешных и обширных отдельных компаний в Северной Америке, проводя шоу в таких крупных городах, как Миннеаполис, Милуоки, Чикаго, Омаха, Виннипег, Денвер, Солт-Лейк-Сити, Лас-Вегас, Сан-Франциско, Финикс и по всему Среднему Западу. Также были налажены отношения с существующими промоушенами в Хьюстоне, Мемфисе и Сан-Антонио. Экспансия Ганье на запад, на традиционные территории NWA, стала возможной благодаря отношениям и деловому партнерству, которые он налаживал десятилетиями — скорее в результате борьбы других промоутеров за выживание, чем в результате покупки или враждебного поглощения Ганье. AWA также окрепла, в частности, от прибыли, которую принесли матчи, состоявшиеся в 1973 и 1974 годах между Суперзвездой Билли Грэмом и Ваху Макдэниэлом.

### Ник Боквинкель против Халка Хогана
После завершения карьеры Верн Ганье в 1981 году, компания сосредоточилась на Нике Боквинкеле, верном сотруднике в течение нескольких лет, который, как и Ганье, был техничным борцом. В начале 1980-х годов Боквинкель столкнулся с многочисленными претендентами на титул, включая возможных чемпионов Рика Мартела и Отто Ванца, чемпиона Мэд Дог Вашона, многолетних претендентов Ваху Макдэниэла и Брэда Рейнганса, но, возможно, самым известным его соперником стал Халк Хоган. Начав в 1982 году и получив ускорение благодаря роли в популярном фильме «Рокки 3», Хоган быстро завоевал популярность среди фанатов AWA как фейс и стал главным героем AWA. Но даже когда его популярность выросла до беспрецедентного уровня, Ганье отказался сделать его чемпионом мира AWA в тяжелом весе, поскольку Хоган был силовым рестлером. Он признавал шоуменство и харизму Хогана и хорошо понимал его потенциальную притягательную силу, но все же считал, что рестлинг-компания должна строиться вокруг одного из лучших техничных рестлеров (например, его самого и Боквинкеля). В фильме Spectacular Legacy of the AWA Ганье отрицал предвзятое отношение к Хогану и защищал свои действия, утверждая, что он считал, что стремление Хогана к титулу привлекало зрителей и что «нам действительно не нужно, чтобы он был чемпионом».
В двух случаях Ганье дошел до того, что намеревался отдать титул AWA для Хогана, только чтобы вернуть его Боквинкелю по техническим причинам. Первый случай произошел 18 апреля 1982 года. Хоган победил Боквинкеля с помощью постороннего предмета, который менеджер Боквинкеля Бобби «Мозг» Хинан принес на матч. После счета «три» пояс был вручен Хогану, и он был объявлен новым чемпионом. Хинан сообщил рефери о предмете, и рефери допросил Хогана об этом, но кровь на лице Хогана была доказательством того, что этот предмет был использован и против него. Судья остался при своем решении, и Хоган покинул арену в качестве нового чемпиона мира AWA. Шесть дней спустя на телевидении президент AWA Стэнли Блэкберн лишил Хогана титула и вернул его Боквинкелю.
Второй такой случай произошел в 1983 году в Сент-Поле, Миннесота, на шоу Super Sunday. Хоган снова победил Боквинкеля, получил пояс и был объявлен новым чемпионом. На этот раз Блэкберн вышел на ринг сразу после матча и попытался дисквалифицировать Хогана задним числом за то, что тот перебросил чемпиона через верхний канат за несколько минут до того, как тот получил победу. Однако этот матч был заявлен как матч без дисквалификаций, что не позволило этого сделать, поэтому Блэкберн просто лишил Хогана титула и снова передал его Боквинкелю. Толпа (которая взорвалась радостными криками, когда Хоган, казалось, победил) почти взбунтовалась, узнав, что Хогана снова обманом лишили титула, и Боквинкелю позже пришлось контролировать ситуацию, сказав зрителям, чтобы они успокоились. Хоган напал на Боквинкеля и его менеджера Хинана. В фильме Spectacular Legacy of the AWA было показано, что Ганье планировал, чтобы Хоган выиграл пояс в тот вечер, но только если он отдаст Ганье большую часть доходов, которые Хоган получал от продажи мерчендайза и периодических выступлений в New Japan Pro-Wrestling. Возмущенный тем, что его принудили, Хоган отказался, но все же предложил схему 50/50. Ганье отказался, и пояс остался у него. Однако Хоган признался в своей автобиографии «Моя жизнь вне ринга», что он все ещё намеревался остаться в AWA и что Ганье планировал поставить его на матчи в стальной клетке с Боквинкелем, чтобы расширить AWA на Нью-Йоркский рынок, но он решил уйти, когда Винсент К. Макмэн из World Wrestling Federation (WWF) предложил ему титул чемпиона мира WWF в тяжелом весе.

### Рестлеры уходят в WWF
В то время как Макмэн и его WWF из Коннектикута пытались положить конец региональной эре рестлинга в середине 1980-х годов (создав WWF как национальный промоушен), Ганье принял несколько решений, которые привели к тому, что его AWA потеряла темп в зарождающейся войне рестлинг-промоушенов, включая чрезмерное внимание к своему сыну Грегу Ганье в сюжетных линиях AWA (что привело к обвинениям в непотизме внутри компании) и неспособность сделать Хогана главной звездой своей компании, когда у него был шанс.
Разочарованный деловыми решениями Ганье, Хоган принял предложение от конкурирующего промоутера Макмэна выступать в WWF в декабре 1983 года. Через месяц Хоган стал чемпионом мира WWF в тяжелом весе. Вскоре он и WWF стали феноменом в средствах массовой информации и практически синонимом реслинга в национальном сознании, обойдя AWA и NWA в качестве ведущего промоушена в реслинге. Хоган был не одинок в своем уходе из AWA. Некоторые из других лучших сотрудников AWA, включая комментатора Джина Окерланда, менеджера Хинана и рестлеров Адриана Адониса, Кена Патеру, Джима Брунзелла, Дэвида Шульца, Венди Рихтера и Джесси Вентуру, также перешли в WWF. Так как AWA требовала от сотрудников шестинедельного уведомления об уходе из компании по причинам, связанным с букингом и совмещением, большинство рестлером, по сообщениям, сказали Ганье, что Макмэн предложил им больше денег. Из всех рестлеров, ушедших из AWA в WWF за это время, только Хинан отработал нужный срок из-за доброго отношение к семье Ганье.
Последствия расширения WWF были нанесены не только AWA. Среднеатлантическая, Джорджийская и Флоридская территории NWA также потеряли таких звезд, как Родди Пайпер, Грег Валентайн, Джек Бриско, Джерри Бриско, Рики Стимбот, Боб Ортон, Барри Уиндем и Майк Ротунда.

### Pro Wrestling USA (1984—1986)
Несмотря на этот отток кадров, AWA провела ещё один успешный год в 1984 году, в основном благодаря приходу «Дорожных воинов» (Дорожный воин Ястреб и Дорожный воин Зверь) и сюжету, объединившему давнего хила Джерри Блэквелла с Грегом Ганье и их вражду с менеджером Шейхом Аднаном Эль-Кайсси. Несмотря на старение, большинство давних основных кадров AWA все ещё оставались. Такие звезды, как Боквинкель, Рэй Стивенс, Крушитель, Дик Брюзер, Барон фон Рашке, Мэд Дог Вашон и Ларри Хенниг все ещё были активны в это время, несмотря на то, что всем им было уже за 40 или 50.
В ответ на расширение Макмэна AWA создала альянс с несколькими промоутерами NWA, включая Jim Crockett Promotions, Mid-South Wrestling, Pacific Northwest Wrestling, World Class Championship Wrestling и Continental Wrestling Association. Эта новая организация была известна как Pro Wrestling USA и возникла в попытке создать национальное присутствие, чтобы конкурировать с WWF. AWA также смогла подписать контракт с такими ведущими рестлерами, как Сержант Слотер и Боб Бэклунд. Однако к 1985 году AWA начала терять аудиторию, так как WWF получила превосходство благодаря успеху WrestleMania I. Позже в том же году, когда борьба с WWF продолжалась, Карбо продал все свои акции Ганье. В сентябре 1985 года Pro Wrestling USA ответила на растущий успех Макмэна созданием первого шоу SuperClash. Несмотря на этот успех, существование Pro Wrestling USA не было продолжительным, так как Ганье обвинил Дэвида Крокетта в попытке увести кадры AWA в NWA.
AWA выпустила линию фигурок AWA Remco Action Figure совместно с компанией по производству игрушек Remco и серию 30-минутных видеороликов под названием Wrestling Classics, в которых в основном участвовали такие рестлеры, как Сержант Слотер, «Дорожные воины», Джимми Гарвин и Стив Ригал, а также чемпион мира — Рик Мартел.

### Упадок (1986—1990)
Несмотря на отставание от WWF и NWA в качестве основного промоушена в течение 1986 и 1987 годов, Ганье все же сумел найти и/или развить такие молодые таланты, как Скотт Холл, «Полуночные рокеры» (Шон Майклз и Марти Джаннетти), «Бычья сила» Леон Уайт (позже известный как Биг Ван Вейдер), «Мерзкие парни» (Брайан Нобс и Джерри Сэгс) и Мадуса Микели.
После ухода Боквинкеля на пенсию, Ганье выбрал Курта Хеннига (позже известного как Мистер Совершенство) в качестве следующего чемпиона и будущего компании. Хенниг, талантливый и популярный рестлер второго поколения, победил Боквинкеля на Super Clash 2. Ганье продвигал Хеннига и «Полуночных рокеров» в течение всего 1987 года и в 1988 году, но вскоре WWF проявила к ним интерес, и все три его главные звезды ушли.
В течение 1987 года, пытаясь сохранить актуальность и выжить, Ганье возобновил отношения с промоутером из Мемфиса Джерри Джарреттом и CWA и даже позволил легенде средне-южной территории Джерри Лоулеру выиграть титул чемпиона мира AWA у Хеннига в мае 1988 года. Столкнувшись с финансовыми проблемами, WCCW заключила союз с AWA и CWA, и Лоулер вызвал чемпиона WCCW в тяжелом весе Керри фон Эриха на объединительный матч на SuperClash III в декабре. Super Clash III был первым выходом AWA на рынок Pay-per-view и первым в рестлинге совместным PPV нескольких промоушенов. После этого шоу совместные усилия были прекращены, и Лоулер был лишен титула WCCW в январе 1989 года. Лоулер сохранил пояс AWA и продолжал рекламировать себя в Теннесси, Техасе и на независимых рингах как объединённого чемпиона мира в тяжелом весе. Лоулер сделал это в попытке получить от Ганье доход от PPV, который ему якобы причитался, но Ганье так и не заплатил ему, и в итоге заказал новый пояс аналогичного дизайна.
В феврале 1989 года Ларри Збышко, одно время работавший в AWA и являвшийся зятем Верна, вернулся в AWA и выиграл освободившийся титул чемпиона мира. В это же время Джо Бланшар сменил Блэкберна на посту президента AWA. Первое чемпионство Збышко продолжалось чуть больше года. Збышко проиграл титул Масе Сайто в феврале 1990 года в «Токио Доум» перед 65 000 фанатов на супершоу NJPW/AJPW, но вернул себе титул в апреле 1990 года на SuperClash IV. В начале 1989 года Эрик Бишофф, который в то время выполнял офисную работу в AWA, в основном в сфере продаж и трансляций, был поставлен перед камерой, чтобы заменить Ларри Нельсона в качестве интервьюера и иногда комментатора. AWA стала первым знакомством Бишоффа с миром рестлинга. Позже он стал доминирующей силой в индустрии, возглавив World Championship Wrestling в 1990-х годах.
Осенью 1990 года AWA прекратила свое существование (последняя телевизионная трансляция состоялась 11 августа). В результате Збышко подписал контракт с WCW. В качестве своего последнего официального акта Ганье лишил уже ушедшего Збышко титула чемпиона мира AWA в декабре 1990 года. В 1991 году Ганье и его бездействующий промоушен официально подали заявление о банкротстве. Ганье провел два шоу в Миннесоте в мае 1991 года, в которых участвовали Грег Ганье и Ваху Макдэниел, а также другие звезды, такие как Барон фон Рашке, Бак Зумхоф, Майк Энос и Уэйн Блум, но ему не удалось возродить промоушен.
В фильме Spectacular Legacy of the AWA Бишофф рассказал, что одной из главных причин закрытия AWA было то, что Верн Ганье тратил деньги на свою собственность, которой он владел вдоль озера Миннетонка. Местные власти хотели превратить эту собственность в парк. Ганье боролся с этим решением в течение нескольких лет, но в итоге проиграл дело об отчуждении собственности, что привело к созданию регионального парка озера Миннетонка. В результате он потерял финансовые ресурсы, которые использовал для поддержания AWA, и ему ничего не оставалось, как закрыть промоушен. В интервью, данном в конце 1990-х годов телеканалу KARE в Миннеаполисе, Ганье говорил о преданной фанатской базе в Миннесоте и шутил о том, что когда-нибудь он может снова заняться промоушеном, но ничего так и не произошло.

## Трансляции
На протяжении 1960-х и 1970-х годов телевизионное присутствие AWA было сосредоточено на независимом канале WTCN-TV в Миннеаполисе, который в то время принадлежал компании Metromedia. Ринг-анонсером был давний спортивный журналист из Миннеаполиса и Сент-Пола Марти О’Нил, который также проводил послематчевые интервью. О’Нил объявлял матчи для местной аудитории WTCN. Но болельщики, смотревшие синдицированную версию шоу, слышали комментарии Роджера Кента. В середине 1970-х годов, во время продолжительной болезни, О’Нила в качестве диктора ринга иногда заменял продюсер программы Эл Деруша, а интервью проводили Кент и Джин Окерланд. К 1979 году Окерлунд окончательно заменил О’Нила, который умер через несколько лет, а производство было переведено на канал KMSP-TV в Миннеаполисе. За время существования AWA она произвела или приложила руку к производству нескольких телевизионных программ:
- AWA All-Star Wrestling, синдицированная программа промоушена, выходившая в эфир с 1960 по 1991 год.
- AWA Championship Wrestling, которая транслировалась по кабельной спортивной сети ESPN с 1985 по 1990 год и ScreenSport в Европе через кабельное или спутниковое телевидение; она была продолжением более ранней программы ESPN Pro Wrestling USA, совместного предприятия AWA и нескольких филиалов NWA (в частности, Jim Crockett Promotions).
- AWA Major League Wrestling — канадская программа, созданная в Виннипеге, Манитоба, для городской станции CKND и синдицированная по всей Канаде в 1980-х годах.

В 1985 году Ганье начал выпускать еженедельные передачи на ESPN, надеясь помочь промоушену конкурировать с национальным охватом, которым уже пользовались WWF (на USA Network) и NWA Georgia/World Championship Wrestling (хотя в то время гораздо менее успешный, чем WWF) (на TBS). Однако еженедельные передачи AWA не пользовались приоритетом у кабельной сети, иногда задерживались, вытеснялись прямыми трансляциями или периодически меняли временной интервал, что затрудняло фанатам регулярную трансляцию.
26 февраля 2008 года ESPN Classic начал повторный показ эпизодов AWA Championship Wrestling, примерно 1986—1990 годов.

## Pay-per-view
За 30 лет своего существования AWA провела только одно pay-per-view, SuperClash III. Однако с 1999 по 2002 год была проведена серия PPV, связанных с AWA. Они назывались AWA Classic Wrestling и представляли собой сборники старых записей AWA, которые вели Грег Ганье и Тодд Окерланд (сын Джина Окерланда), иногда появлялся Верн Ганье. Эти PPV прекратились после приобретения видеобиблиотеки AWA компанией World Wrestling Entertainment.

### Собственность World Wrestling Entertainment
Все записи AWA принадлежат WWE. WWE выпустила сборник Spectacular Legacy of the AWA 21 ноября 2006 года. Он включает документальный фильм о любительской и профессиональной карьере Верна Ганье, о взлете и падении AWA за её 30-летнюю историю, а также многочисленные интервью и интервью с Ганье, Халком Хоганом, Джимом Брунзеллом, Майклом Хейсом, Бароном фон Рашке, Грегом Ганье, Эриком Бишоффом, Бобби Хинаном, Джином Окерландом и Ником Боквинкелем.
В 1996 году Дейл Гагнер, бывший сотрудник AWA, но не родственник Верна, несмотря на схожую фамилию (англ. Gagner и англ. Gagne), убрал букву «r» из своей фамилии и создал в Миннесоте организацию, известную как AWA Superstars of Wrestling. В апреле 2007 года WWE подала иск против Гагнера, ссылаясь на нарушение прав на товарный знак, поскольку WWE владела всей собственностью AWA, приобретенной после её закрытия. Чтобы обойти WWE, бывший рестлер AWA Джонни Стюарт подал заявку на товарный знак «American Wrestling Alliance», но Бюро по патентам и товарным знакам США позже указало, что заявка была отклонена в феврале 2008 года.
В октябре 2008 года судебный иск против Гагнера был урегулирован. Решение суда запрещает Дейлу Гагнеру и его соратникам использование названия AWA или любых других производных. В результате организация была переименована в Wrestling Superstars Live.